# Diplung
Diplung (nepalski: दिप्लुङ) – gaun wikas samiti we wschodniej części Nepalu w strefie Sagarmatha w dystrykcie Khotang. Według nepalskiego spisu powszechnego z 2001 roku liczył on 445 gospodarstw domowych i 2462 mieszkańców (1237 kobiet i 1225 mężczyzn).